# مؤسسه پژوهش‌های صلح و جنگ
مؤسسه پژوهش‌های جنگ و صلح -(The Institute of Peace and Conflict Studies (IPCS) یک اندیشگاه، نهاد اندیشه گر یا اتاق فکر در هندوستان است که در سال ۱۹۹۶ پایه‌گذاری شده‌است.

## تأسیس
مؤسسه پژوهش‌های صلح و جنگ یکی از اندیشکده‌های مستقر در دهلی است.
مؤسسه مطالعات صلح و اختلاف
Institute of Peace and Conflict Studies
این یک مؤسسه مستقل جهت انجام تحقیقات در مسائل امنیتی متعارف و غیرمتعارف در این منطقه است و تسهیلاتی را برای تبادل نظر بین اندیشمندان کشور در مسائل راهبردی فراهم می‌کند.
هدف این مؤسسه فراهم نمودن یک چارچوب مستقل و جانشین برای مطالعات صلح و امنیت در منطقه آسیای جنوبی است.
این مؤسسه جهت دستیابی به هدف خود فعالیت‌های ذیل را انجام می‌دهد:
1. اداره یک وب سایت فعال مربوط به مسائل امنیتی آسیای جنوبی
2. برگزاری مباحثه‌ها بین گروه‌های کوچک متشکل از طراحان افکار عمومی در مسائل راهبردی.
3. حضور در سمینارها و کنفرانس‌ها در داخل و خارج کشور.
4. انتشار نتایج تحقیقات خود در مجلات و روزنامه‌های داخلی و خارجی
5. انتشار مرتب مقالات پژوهشی و خلاصه مسائل و همچنین اظهار نظر در مسائل مختلف امنیت ملی و بین‌المللی
6. ارتباط با رسانه‌ها و حضور در مباحثه‌های رادیو و تلویزیونی
7. انتشار کتابها، نشریات و مقالات اینترنتی

## مسائل مورد توجه این مؤسسه
1. مسائل هسته‌ای
2. بنگلادش- نپال و سریلانکا
3. پاکستان
4. چین و آسیای شرق
5. کشمیر

## مباحث هفتگی جمعه‌ها
یکی از فعالیت‌های مهم این مؤسسه برگزاری مباحث در روزهای جمعه است. در اینگونه بحث‌ها اکنون بیش از شصت نفر از مقامات نظامی و غیرنظامی متعلق به حوزه‌های مختلف زندگی از جمله رسانه‌ها به‌طور مرتب شرکت می‌کنند. در این برنامه‌ها مسائل راهبردی و امنیتی ملی و بین‌المللی مورد علاقه مؤسسه مورد بررسی قرار می‌گیرند.

## سمینارها
این مؤسسه در سال ۲۰۰۹ سمینارهای زیر را برگزار نمود:
1. پیگیری اژدها: آیا هند می‌تواند به چین برسد (۲۷ اکتبر۲۰۰۹)
2. بررسی مذاکره مسیر دوم هند و پاکستان برگزار شده در تاریخ ۸–۹ اکتبر ۲۰۰۹ در بانکوک (۲۰ اکتبر ۲۰۰۹)
3. روابط هند و چین و جلب اعتماد (۱۴ اکتبر ۲۰۰۹)
4. بعد از بیت اله محسود چه؟ (۱۳ اوت ۲۰۰۹)
5. قرارداد سی.تی.بی.تی. چشم‌انداز تأیید در کشورهای ضمیمه ۲(۲۸ ژوئیه ۲۰۰۹)
6. طرح یک جهان عاری از تسلیحات هسته‌ای – دیدگاه آلمان (۸ ژوئیه ۲۰۰۹)
7. آزمایش‌های موشکی و هسته‌ای کره شمالی: عواقب آن برای هند (۱۲ جون ۲۰۰۹)
8. مسائل مربوط به تجدید نظر در قرارداد ان.پی.تی. (۱۲ جون ۲۰۰۹)
9. قرارداد هند و آمریکا (۱۹ مه ۲۰۰۹)
10. سیاست‌های هسته‌ای ژاپن و استرالیا: عواقب برای هند (۱۳ مه ۲۰۰۹)
11. از بمبئی به لاهور – ما از اینجا به کجا می‌رویم؟ (۲۳ مارس ۲۰۰۹)
12. یک طرح عمل: مدیریت ناامنی جهانی (۹ فوریه ۲۰۰۹)
13. برمه و محدودیت‌های نفوذ بین‌المللی (۵ فوریه ۲۰۰۹)
14. هند و آمریکا در خاور میانه بزرگ(۲ فوریه ۲۰۰۹)
15. انتخابات بنگلادش و آینده روابط هند و بنگلادش (۲۱ ژانویه ۲۰۰۹)
16. انتخابات کشمیر: بررسی و عواقب سیاست (۶ ژانویه ۲۰۰۹)

## کتاب‌های منتشر شده
این مؤسسه تا به حال در مجموع ۲۸ کتاب به چاپ رسانده‌است.
- در طول سال ۲۰۰۹ دو کتاب زیر چاپ شد.

1. منازعه کشمیر: غیرمهم ساختن مرزها نویسندگان: پی.آر. چاری، حسن عسکری رضوی، رشید احمد خان و دی سوباچاندران
2. قرارداد هسته‌ای هند و آمریکا. تألیف: پی.آر. چاری

## پروژه‌های جاری این مؤسسه
جامو، کشمیر و لداخ: ایجاد صلح و مقابله با رادیکالیسم: هدف این طرح ایجاد صلح و. مقابله با سه نوع رادیکالیسم – منطقه‌ای، مذهبی و قبیله ای- در جامو، کشمیر و لداخ است. قرار است در طول این طرح در ۱۲ شهر این سه منطقه در سه موضوع برنامه‌ها برگزار شود و با مطالعه دقیق این موضوعات پیشنهادها مناسب تر ارائه شود.
مذاکره سه جانبه بین هند، چین و پاکستان. این مؤسسه در ماه اوت سال جاری در دانشگاه فودان در شانگهای بین هند، چین و پاکستان دومین مذاکره سه جانبه را برگزار نمود. این برای اولین بار بود که این سه کشور به منظور بررسی مسائل در چارچوب مذاکره مسیر دوم گردهم آمدند. نخستین مذاکره سه جانبه در دسامبر ۲۰۰۸ در سریلانکا برگزار شده بود.
طرح امنیت هسته‌ای: این مؤسسه از زمان تشکیل در جوانب مختلف خلع تسلیحات هسته‌ای فعالیت‌هایی را انجام داده‌است. این تنها مؤسسه در آسیای جنوبی است که تمام جوانب تسلیحات کشتار جمعی، از جمله میکربی، شیمیایی و رادیوئی را مورد بررسی قرار داده‌است. اکنون این مؤسسه در راستای امنیت جهانی هسته‌ای کار می‌کند.
حل و فصل اختلافات هند و پاکستان و ایجاد صلح: هدف از این طرح ادامه روند مذاکره در مسائل عمده دوجانبه است. یکی از تلاش‌های این مؤسسه در این خصوص تشکیل گروهی متشکل از کارشناسان ارشد جهت بررسی مسائل و پیشنهاد راه حل است.
طرح تحقیقاتی آسیای جنوب شرقی: هدف از این برنامه تشویق صلح در منطقه یادشده است.
مقابله با تروریسم: اتخاذ یک موضع مشترک در سارک: هدف از این برنامه اتخاذ موضع مشترک توسط کشورهای عضو سازمان سارک نسبت به مسئله تروریسم است.
درگیری‌های مسلحانه در آسیای جنوبی: هدف از این برنامه مطالعه دقیق درگیری‌های مسلحانه جاری در کشورهای آسیای جنوبی از جمله افغانستان- پاکستان، سریلانکا، نپال، کشمیر و مناطق شمال شرق هند و مشکل ناکسالی‌ها است.
دولت‌های بی‌ثبات در جنوب آسیا که در پی واقعه یازده سپتامبر شکل گرفته‌است. این مؤسسه در نظر دارد این مسئله را از دیدگاه آسیای جنوبی مطالعه کند.
برگزاری کارگاه‌ها در خصوص تسلیحات هسته‌ای، خلع تسلیحات جهانی و امنیت منطقه‌ای:
1. برگزاری کارگاه‌های رسانه‌ای در موضوع تسلیحات هسته‌ای، دکترین و تروریسم تسلیحات کشتار جمعی
2. تسلیحات هسته‌ای و امنیت منطقه‌ای: دموکراتیک شدن مباحثه امنیتی در هند

## برخی از پروژه‌های تکمیل شده
قرارداد هسته‌ای هند و آمریکا: اشتراک نظر در روابط دوجانبه: این مؤسسه در سال ۲۰۰۸ در موضوع قرارداد همکاری هسته‌ای غیرنظامی هند و آمریکا به عنوان پروژه تهیه یک کتاب را بعهده گرفته بود. این کتاب همین عنوان داشت. پی.آر. چاری مؤلف این کتاب است و این کتاب حاوی ۱۲ مقاله است. این کتاب جوانب مختلف این قرارداد را مورد بررسی قرار داد.
- اصلاح مدیریت بخش امنیت در آسیای جنوبی: این مؤسسه با پشتیبانی مرکز بین‌المللی تحقیقات توسعه در خصوص اصلاح بخش امنیتی آسیای جنوبی طرحی را بعهده گرفت. هدف از این طرح تهیه یک گزارش کامل در خصوص وضعیت کشورهای آسیای جنوبی بود. این پروژه نیز تکمیل شده‌است.
- اسلام رادیکال و دموکراسی: تجربه هند و آسیای جنوب شرقی: این مؤسسه با کمک بنیاد کونارد آدینار در سال ۲۰۰۷ طرحی را جهت مطالعه ارتباط بین اسلام و تروریسم بین‌المللی و مطالعه دموکراسی هندی به عنوان عامل تأثیرگذار و تعدیل‌کننده بر مسلمانان هندی بعهده گرفت. این مؤسسه در این رابطه یک میزگرد دو روزه را برگزار نمود. این طرح نیز تکمیل شده‌است.
- همکاری راهبردی بین هند و آمریکا در منطقه آسیای جنوبی: مذاکره مسیر دوم: این مؤسسه با مدرسه فوق لیسانس دریایی آمریکا و مرکز بین‌المللی هند و همچنین سازمان کاهش تهدید دفاعی آمریکا در دهلی نو در سپتامبر ۲۰۰۸ یک کنفرانس دو روزه را برگزار نمود. هدف این طرح بررسی وضعیت کنونی مشارکت راهبردی هند و آمریکا است.
- سارک به سوی ارتباط بیشتر: چشم‌انداز کشورهای سارک: این مؤسسه با همکاری بنیاد کونارد آدینار در سپتامبر ۲۰۰۸ در این زمینه کنفرانسی برگزار نمود.
- کارگاه خلع سلاح و مسائل هسته‌ای. این مؤسسه در این موضوع در اوت ۲۰۰۷ و ژانویه ۲۰۰۸ دو کارگاه برگزار نمود.
- خلع تسلیحات هسته‌ای: گام‌های همکاری در آسیا: این مؤسسه با همکاری ابتکار تهدید هسته‌ای، در دسامبر ۲۰۰۸ دو کنفرانس در کلمبو، سریلانکا، برگزار نمود. این برای اولین بار بود که هند، پاکستان و چین برای انجام مذاکره در مسئله مهم هسته‌ای گردهم آمدند.

## مؤسسه علوم اجتماعی
Institute of Social Sciences
مؤسسه علوم اجتماعی در تاریخ ۲۸ اوت ۱۹۸۵ طبق قانون ثبت انجمن‌ها مصوب سال ۱۸۶۰ ثبت گردید. آقای دی.تی. لوکاندوالا، نخستین رئیس این مؤسسه بود. نامبرده یک اقتصاددان معروف و معاون رئیس کمیسیون برنامه‌ریزی هند بود. در حال حاضر دکتر جرج ماتیو رئیس این مؤسسه است.
اهداف این مؤسسه به شرح ذیل است:
انجام تحقیقات در علوم اجتماعی
هدایت افکار عمومی در مسائل اجتماعی
تشکیل یک جامعه که مردم آن دارای قدرت واقعی باشند
مطالعه مسائل اجتماعی، سیاسی و اقتصادی معاصر
ارائه پیشنهادها و نتایج تحقیقات به نهادهای دولتی، سازمان‌ها، طراحان سیاست، دانشمندان اجتماعی و افراد مربوط.
این مؤسسه در زمینه‌های دولت‌های محلی، غیرمتمرکز نمودن قدرت، دموکراسی و حضور مردم، به ویژه زنان، در روندهای تصمیم‌گیری مطالعاتیرا انجام می‌دهد و مسائل مربوط به حکومت شوراها و شهرداری‌ها را نیز مطالعه می‌کند. حقوق بشر یکی از حوزه‌های مهم فعالیت‌های این مؤسسه را تشکیل می‌دهد. آقای سانکر سین که مسئول برنامه حقوق بشر این مؤسسه است مدیرکل کمیسیون ملی حقوق بشر هند بوده‌است.

## اسامی و شرح مختصری از احوال اعضای شورای مدیریت مؤسسه
1. جرج ماتیو مدیر بنیانگذار این مؤسسه است. وی قبلاً در مرکز مطالعات آسیای جنوبی شیکاگو آمریکا اشتغال داشته و در تعداد زیادی از کمیته‌های دولت مرکزی هند و در شوراهای حکام سازمان‌های ملی و بین‌المللی عضویت دارد.
2. ام.ای. اومن از دانشگاه تراوانکور کرالا در رشته اقتصاد مدرک فوق لیسانس و. از دانشگاه کرالا دکترا گرفت. وی یک استاد ارشد فول برائیت آمریکا است و از بنیاد راکفیلار آمریکا برای انجام مطالعات اجتماعی بورسیه گرفته بود. وی ۲۳ کتاب و بیش از ۳۰۰ مقاله نوشته و با این مؤسسه از سال ۱۹۹۲ ارتباط دارد.
3. اس.وی. شاران یک پژوهشگرارشد این مؤسسه است. وی از دانشگاه دهلی در علوم سیاسی فوق لیسانس و از دانشگاه مانچستر آمریکا دیپلم گرفت. وی از سال ۱۹۵۹ وارد خدمات اداری دولت هند (آی.ای. اس) شده و در سال ۱۹۹۳ بازنشسته شد. وی مدیرکل وزارت کشور بوده‌است.
4. بودادیب گهوش که پژوهشگر ارشداین مؤسسه است. قبل از ورود به این مؤسسه کارمند دولت بنگال غربی بوده و به عنوان مدیر مؤسسه دولت ایالتی شوراها اشتغال داشت. وی در موضوع حکومت محلی و توسعه روستایی مطالب زیادی نوشته‌است.
5. بی.اس. باویسکار پژوهشگر ارشد این مؤسسه است. وی از دانشگاه دهلی در رشته علوم اجتماعی دکترا گرفت و در همین دانشگاه در همین رشته درس می‌داد. وی در برخی موسسات تحقیقاتی و علمی بین‌المللی از جمله دانشگاه ساسکس، انگلیس، مؤسسه مطالعات اجتماعی، لاهه و دانشگاه مک گیل در مونتریل، کانادا نیز اشتغال داشته‌است. وی تا به حال ۱۵ کتاب و فصل نامه نوشته‌است.

سانکار سین پژوهشگر ارشد این مؤسسه است. وی در رشته تاریخ از دانشگاه کلکته مدرک فوق لیسانس و از دبیرستان قانون، کاتاک، اوریسا، در رشته قانون لیسانس گرفته و از سال ۱۹۹۴ تا ۱۹۹۸ مدیرکل کمیسیون ملی حقوق بشر بوده‌است. حقوق بشر و اصلاحات نیروهای انتظامی از حوزه‌های مورد علاقه وی می‌باشند.
1. پروفسور پارتانات موکرجی استاد رشته علوم اجتماعی دانشگاه پاتنا، مدیر مؤسسه علوم اجتماعی تاتا مومبایی و مدیر شورای توسعه اجتماعی دهلی نو بوده‌است. وی پژوهشگر ارشد این مؤسسه است.
2. کاروناکار پاتنایاک تا مدت ۳۵ سال در دولت ایالت اوریسا اشتغال داشته‌است. حکومت شوراها، توسعه روستایی و مدیریت درآمد دولت حوزه‌های مورد علاقه وی می‌باشند.
3. ایرا سیزیان از دانشگاه آنامالایی تامیل نادو مدرک فوق لیسانس گرفت. وی از بنیان‌گذاران حزب دی.ام.کی. بوده و از ۱۹۶۲ تا ۱۹۸۴ عضو مجلس هند و سردبیر نشریات حزب یاد شده بوده‌است.
4. خانم بیدیوت موهانتی، پژوهشگر مرکز مطالعات زنان، دانشگاه کالیفرنیا، آمریکا بوده‌است. وی در دانشگاه‌های مختلف آمریکا، کانادا، چین، تایلند و ویتنام در موضوع شوراهای محلی و تفویض قدرت به زنان سخنرانی کرده‌است.

دکتر جیکوب جون یک اقتصاددان است و از ۲۵ سال گذشته سرگرم انجام تحقیقات در حوزه‌های توسعه روستایی و شهری، آموزش، بهداشت، کشاورزی و مسائل مختلف اجتماعی و اقتصادی بوده‌است. وی در رشته اقتصاد دکترا گرفته و در سازمان توسعه صنعتی سازمان ملل اشتغال داشته‌است.
ایش نارایان رأی از دانشگاه جواهر لعل نهرو دهلی نو دکترا گرفته‌است. وی تا چندی پیش
معاون سردبیر روزنامه هندوستان تایمز بود. وی کارشناس سیاست هند و امور خارجی به ویژه مسائل مربوط به آمریکای لاتین است.
خانم آرچانا گهوش از دانشگاه مومبایی در رشته علوم اجتماعی و از دانشگاه کلکته در رشته اقتصاد
فوق لیسانس گرفت. وی کارشناس امور شهری است و تا به حال در موضوع طاعون در شهر سورت گوجرات و خدمات بنیادین برای فقرای شهرهای گوجرات دو کتاب نوشته‌است.
خانم کی سوبا از دانشگاه بنگلور در رشته علوم اجتماعی دکترا گرفت. مدیریت توسعه، نظام‌های تقابلی حکومت‌های محلی، تفویض قدرت به زنان و موقعیت سیاسی زنان از حوزه‌های مورد علاقه وی می‌باشند. وی تا به حال در این موضوعات چهار کتاب نوشته‌است.
راج کیشور یک خبرنگار معروف زبان هندی است. وی از دانشگاه کلکته در رشته حقوق لیسانس گرفت. وی معاون سردبیر روزنامه معروف هندی زبان نوبهارت تایمز بوده‌است.
دکتر خانم سانتوش سینگ از دانشگاه راجستان دکترا گرفته و در مسائل اجتماعی در نشریات داخلی مطالب زیادی نوشته‌است.
دی.ان. گوپتا یک مقام ارشد دولت هند (آی.ای. اس) است. وی از حدود دو دهه پیش در برنامه‌ریزی توسعه و مدیریت بسیاری از پروژه‌های مختلف اجتماعی و روستایی دولت هند نقش داشته و در وزارت توسعه روستایی دولت هند در سمت‌های ارشد اشتغال داشته‌است.
اس. بهارگاوا از دانشگاه لکنو در دو رشته علوم اجتماعی و تاریخ فوق لیسانس و از مؤسسه مطالعات فنی بیرلا در پیلانی راجستان مدرک دکترا گرفته‌است. نظام‌های سیاسی تقابلی، حکومت شوراها، توسعه روستایی و مدیریت از حوزه‌های مورد علاقه وی می‌باشند.
وجه کی سالوجا پژوهشگر ارشد این مؤسسه است. وی از مؤسسه آی.آی.تی. دهلی مدرک
لیسانس مهندسی گرفت. وی تا مدت ۳۵ سال در شهرداری دهلی اشتغال داشته‌است.
اسامی سایر پژوهشگران مؤسسه:
خانم مادهولایکا میترا، ام.اس. اوشا، خانم شیلا رائو، آر.پی. نایار، خانم پرامیلا پاتنایک، گینو زکریا اومن، خانم نیتا میشرا و. خانم ریچا پانده
دفتر مرکز مؤسسه علوم اجتماعی در دهلی نو قرار دارد. این مؤسسه در ایالت‌های کارناتاکا، اوریسا، بنگال غربی، تامیل نادو و کرالا نیز شاخه‌هایی تأسیس نموده‌است.